# Villa Ombrosa
Villa Ombrosa, nota anche come Villa Freccia, è una villa suburbana di Livorno; si innalza all'inizio della via di Montenero, poco oltre l'abitato di Ardenza e nei pressi della Villa San Giorgio.

## Storia
Le origini della villa risalgono al XVIII secolo e il primo proprietario fu Filippo Freccia. Appartenne anche alla famiglia Partridge. Gli eredi della stessa famiglia restarono in possesso dell'edificio fino al 1905, quando il complesso fu venduto alla fiorentina Nelly Kogan.
Nei primi anni del Novecento, con la costruzione della limitrofa ferrovia Tirrenica, alcune parti dei terreni circostanti furono espropriati per la realizzazione della sede ferroviaria.
L'edificio vero e proprio subì una radicale trasformazione tra il 1906 ed il 1914 quando il nuovo proprietario, l'avvocato Vittorio De Rossi, fece demolire un'ala dell'immobile.
Le proprietà intorno alla villa furono ampliate nel 1914 con l'acquisizione di altri terreni.

## Descrizione
La villa sorge all'interno di un lotto di terreno cinto da un alto muro e caratterizzato da un rigoglioso parco (da qui il nome Villa Ombrosa), dove si segnala la presenza di un cimitero per cani.
L'immobile è composto dal fabbricato padronale al quale si affianca un corpo di fabbrica minore.
Il prospetto principale è articolato dal ritmo delle finestre quadrangolari e dalle colonne d'ordine tuscanico che segnano l'ingresso principale.
L'interno è frutto di diversi rimaneggiamenti; al piano terra, dal sapore vagamente anglosassone, seguono i piani superiori, in uno stile più tradizionale.